# Ciclón-4
El Tsyklon-4, también conocido como Tsiklon-4 y Ciclón-4, era un cohete espacial de origen ucraniano que se estaba desarrollando para lanzamientos comerciales de satélites desde el Centro de Lanzamiento de Alcántara, en Brasil.
Derivado del Tsyklon-3, tenía una nueva tercera etapa, una cofia de carga útil más grande y un sistema de control de vuelo modernizado en comparación con su predecesor. Estaba previsto que transportara hasta 5,5 toneladas a una órbita terrestre baja de 500 km de altitud y hasta 1,8 toneladas a una órbita geostacionaria.

## Diferencias con la versión anterior
El cohete Ciclón-4 contaría con las siguientes mejoras y optimizaciones en comparación con su versión anterior, Ciclón-3:
- La nueva tercera etapa con triple de cantidad de componentes de combustible, lo que supondría una mejora de las características energéticas y una disminución del factor g longitudinal hasta unos límites aceptables de unos 6 g.
- Un encendido múltiple del motor cohete de la tercera etapa RD-861K: hasta 3-5 encendidos del propulsor principal, lo que permitía mejorar considerablemente las posibilidades del “Ciclón-4”, en especial en lanzamientos de varios aparatos espaciales.
- Nuevos sistemas de control, seguridad y mediciones.
- Una nueva cofia con el volumen interno aumentado, basado en la cofia del lanzador Ariane 4.
- Debido a que Ciclón-4 utilizaría componentes de combustible altamente tóxicos (hidracina y tetraóxido de nitrógeno ), ya que habría sido desarrollado como un misil balístico intercontinental, una de las prioridades más importantes de la actualización fue la disminución del impacto medioambiental de este lanzador. Por lo tanto, en la nueva versión, el combustible se introduciría por la parte inferior del cohete, ayudando a capturar de manera más efectiva los vapores tóxicos.
- La nueva versión introduciría la posibilidad de termostatización del compartimento de la carga útil con el aire de alta presión en el caso de la cancelación del lanzamiento.

## Complejo de Lanzamiento
Ciclón-4 se desarrollaba en cooperación con Brasil. Según el acuerdo, las empresas ucranianas tenían que construir el lanzador y el complejo de lanzamiento, Brasil por su parte proporcionaba el cosmódromo Alcántara. Su ubicación próxima al ecuador terrestre (2°22′12″S 44°24′00″O / -2.37000, -44.40000) permitía que el vehículo lanzador utilizase eficientemente el movimiento de rotación de la Tierra para lanzamientos en órbitas ecuatoriales, lo que hacía posible aumentar la masa de la carga útil hasta 1800 kg en OTG. El primer lanzamiento estaba previsto para 2011. 
El sitio de lanzamiento del Ciclón-4 estaba compuesto principalmente por el complejo técnico y el complejo de lanzamiento:
En el complejo técnico estaba ubicado el edificio de integración y pruebas de los aparatos espaciales, donde se situaban las salas limpias para la recepción, verificación y acoplamiento de los aparatos espaciales al vehículo lanzador. En otra parte de este edificio se efectuarían las obras de integración y pruebas del lanzador: aquí se produciría la recepción de los componentes del cohete, sus pruebas y montaje.
El lanzador se trasladaría al complejo de lanzamiento en posición horizontal por una vía del tren especial. A continuación, el lanzador se levantaría en la posición vertical y se realizarían las últimas pruebas. Para garantizar la máxima seguridad, la mayoría de las tareas de preparación del lanzamiento serían automatizadas.

## Historia
La realización del este proyecto se inició en 2002, cuando se alcanzó un acuerdo entre Ucrania y Brasil sobre la cooperación a largo plazo sobre el uso de Ciclón-4 en el centro de lanzamientos de Alcántara. En 2004 el acuerdo fue ratificado por los parlamentos de Ucrania y Brasil. 
De acuerdo con el documento se creó la empresa conjunta Alcántara Cyclone Space. La compañía recibió el derecho exclusivo de prestar servicios de lanzamientos comerciales utilizando el Ciclón-4, con el primer lanzamiento previsto para el año 2006. No obstante, por diferentes razones (más que todo económicas) esta fecha se fue aplazando una y otra vez. En 2004 el primer lanzamiento había sido aplazado hasta el año 2007. Más tarde se aplazó nuevamente hasta el año 2009. En el mayo de 2010 la fecha prevista de lanzamiento era el año 2012. Finalmente, el proyecto fue cancelado. Se espera que su nueva versión, el Ciclón-4M, despegue por primera vez en 2020.

## Base económica del proyecto
Este proyecto era una cooperación entre Brasil y Ucrania, de la cual benefician ambas partes. Para Brasil, que no tiene sus propias tecnologías espaciales, era importante poder acceder a las tecnologías de Ucrania. En su turno, Ucrania, además de acceso a un cosmódromo ecuatorial barato, obtenía la oportunidad de mejorar sus posiciones en mercado espacial brasileño y proporcionar Yuzhmash con contratos. Los participantes del proyecto esperaban 6-10 lanzamientos del Ciclón-4 al año.
La inversión inicial de cada país es de 4,5 millones de dólares para Alcántara Cyclone Space (ACS). El acuerdo también establecía que los dos países debían complementar el capital de la empresa hasta un total de 105 millones de dólares. La ACS era la responsable de la comercialización y operación de servicios del lanzamiento utilizando el Ciclón-4 desde su Centro de Lanzamiento en Alcántara.